# Étienne Marcel (stacja metra)
Étienne Marcel – stacja linii nr 4 metra  w Paryżu na trasie Porte de Clignancourt ↔ Porte d'Orléans. Stacja znajduje się pomiędzy 1. a 2. dzielnicą Paryża.  Została otwarta 21 kwietnia 1908 r.